# Enrico Rocca
Enrico Rocca (Torino, 21 aprile 1847 – Genova, 9 giugno 1915) è stato un liutaio italiano.

## Biografia
Enrico Rocca era figlio di Giuseppina Quarelli e Giuseppe Rocca, liutaio italiano originario di Barbaresco.
Dai documenti provenienti dagli archivi di Genova e Torino si desumono un'infanzia e una giovinezza difficili: nello stato di famiglia del 1856 la famiglia Rocca risiede a Genova in via dei Sellai ma Enrico non vi è presente; nel censimento della popolazione genovese del 1866 (l'anno successivo alla tragica morte del padre, morto in un pozzo negli orti di San Francesco d'Albaro) viene censito come barcaiolo, alloggiato presso Eufrasia Garassino in vico inferiore del Roso n°3. Successivamente Enrico Rocca viene registrato come operaio in porto, maestro d'ascia e falegname: risulta operante come liutaio a partire dal 1880 allorché le guide commerciali lo citano quale "Rocca Enrico fu Giuseppe fabbricante di strumenti a corda vico Pomogranato 52 int.3". Da allora iniziò una frequente partecipazione alle esposizioni industriali e artigianali che lo videro presente a Milano (1881), Arezzo (1882), Torino (1884) ove si conquistò una medaglia d'argento per "la leggiadra forma, bontà di suono ed eleganza di costruzione dei mandolini esposti" e Genova (1892) dove viene riportato con la dicitura "mandolini diversi sistemi".
Il primo violino documentato costruito da Enrico Rocca viene menzionato nel 1894 nel catalogo dell'esposizione di Milano. A partire dalla fine dell'Ottocento la sua produzione di violini, viole, violoncelli diviene cospicua e rivolta non solo al mercato locale ma anche all'estero.
Dal 1904, successivamente alla morte di Eugenio Praga, venne interpellato circa la conservazione del violino appartenuto a Nicolò Paganini, il "Cannone" costruito da Giuseppe Guarneri del Gesù a Cremona nel 1743, conservato a Genova a Palazzo Doria-Tursi.
Morì a Genova il 9 giugno 1915 nella sua abitazione in Salita della Misericordia.